# Nadja Benaissa
Nadja Benaissa, née le 26 avril 1982 à Francfort-sur-le-Main, est une chanteuse, compositrice et actrice allemande. En 2000, elle se fait connaître du public grâce au groupe de musique pop féminin No Angels qu'elle a rejoint après avoir participé à la version allemande de l'émission Popstars.
Après une série de succès commerciaux avec le groupe, la chanteuse entame une carrière solo en 2004 et sort son premier album solo Schritt für Schritt en 2006. L'album est entièrement écrit en allemand et est dans les styles musicaux soul, jazz et R&B mais connaît un succès commercial modéré. Elle commence alors à préparer un second album solo.
En avril 2009, Nadja Benaissa est arrêtée par la police allemande car elle est accusée d'avoir eu des rapports sexuels non protégés entre 2004 et 2006 avec trois personnes alors qu'elle savait pertinemment qu'elle était atteinte du virus du SIDA. En août 2010, elle plaide coupable pour avoir eu un rapport non protégé alors qu'elle se savait séropositive et a été condamnée le 26 août 2010 à deux ans de prison avec sursis.

## Biographie
Nadja est le second enfant issu de l'union d'un père marocain  et d'une mère d'origine germano-serbe.
Elle grandit avec ses deux frères à Langen (Hesse),. À neuf ans, elle commence à jouer du piano et de la flûte. Elle commence par la suite à écrire des chansons et à l'âge de 13 ans, elle joue dans différents lieux de la région de Francfort-sur-le-Main. Elle remporte même une seconde place au concours régional pour jeunes talents dénommés Jugend musiziert.
Le 25 octobre 1999, à l'âge de 17 ans, elle donne naissance à sa fille Leila Jamila, avant de quitter le père de son enfant. Sa carrière musicale débutera l'année suivante.
Le 11 avril 2009, Nadja est arrêtée car elle est suspectée d'avoir eu des rapports non protégés avec trois hommes alors qu'elle était au courant qu'elle était porteuse du virus du SIDA. Un de ces trois partenaires vient d'être testé positif au virus et la chanteuse risque jusque 10 ans de prison. Le 11 juillet 2009, sa maison de disques affirme que le mandat d'arrêt contre elle est levé. 
Le 16 août 2010, à l'ouverture de son procès, elle a reconnu avoir caché sa maladie mais elle s'est défendue d'avoir voulu contaminer les partenaires avec lesquels elle a eu des relations sexuelles sans protection, elle a seulement déclaré "Je suis désolée" au tribunal de Darmstadt.

### Carrière musicale

#### Groupe No Angels

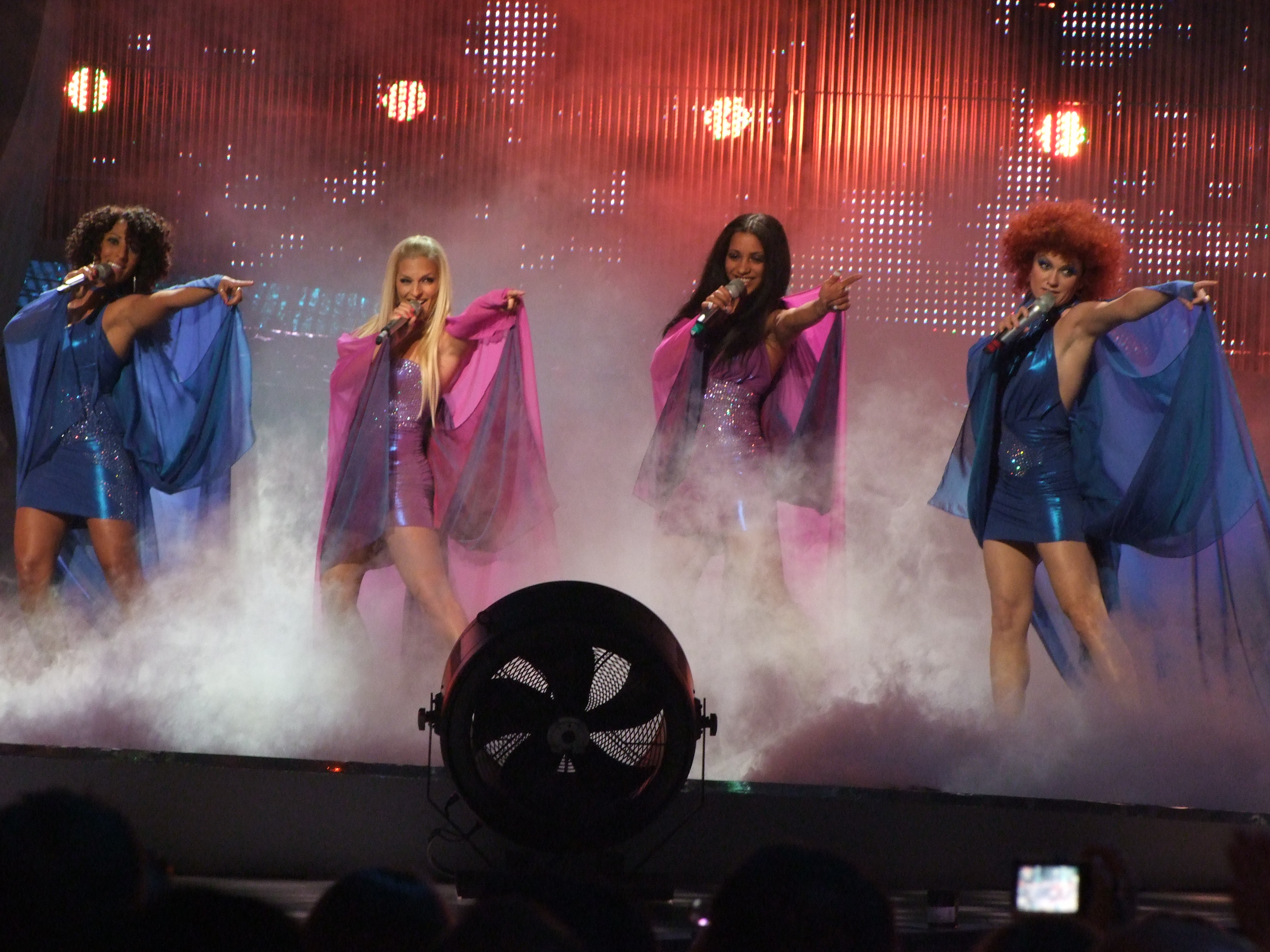
Le groupe No Angels sur scène.

En 2000, la chanteuse auditionne pour le programme de télé-réalité allemand Popstars à Francfort. Elle interprète le titre Hero de la chanteuse Mariah Carey. Elle rejoint ainsi la grande finale regroupant les 10 meilleurs candidats parmi les milliers qui s'étaient inscrits. Lors d'une des émissions, la candidate apprend qu'elle a été choisie pour participer au girl group allemand No Angels.  Le groupe sort son premier album Daylight in Your Eyes quatre mois plus tard. Ce titre sera présent sur leur premier album sorti en 2001 Elle'ments. Le premier album fit un carton en Allemagne, en Autriche et en Suisse. Rapidement, le groupe sort deux albums studio à succès Now ... Us! et Pure. Il sort également un album life. Plus de cinq millions d'albums ou de singles sont vendus à travers le monde ce qui permet au groupe de devenir le girl group allemand ayant vendu le plus d'albums. La chanteuse Jessica Wahls quitte ensuite le groupe et le 5 septembre 2003 le reste du groupe décide de se séparer. Seul l'album The Best of No Angels sortira encore en novembre 2003. Le groupe fera un comeback en 2007 avec l'album destiny qui se classe 4 des charts allemand, après une série de singles, le groupe sera designer pour représenter l'Allemagne à l'eurovision. Le groupe arrivera 23e. Après une pause d'un an, pendant laquelle les filles ont enregistré leur nouvel album aux États-Unis, et pendant laquelle Sandy donnera naissance à un garçon prénommé Jayden, le groupe signe son grand retour le 3 juillet dernier lors d'un concert à St.Poelten, en Autriche. Le nouveau single, "One Life", sort le 21 août, tandis que leur 5e album studio, "Welcome To The Dance", sort en septembre. La présentation de cet album s'est faite le 15 juillet 2009 à Berlin. Elle annonce qu'elle a définitivement quitté No Angels le 7 septembre 2010 pour des raisons personnelles.

### Carrière solo

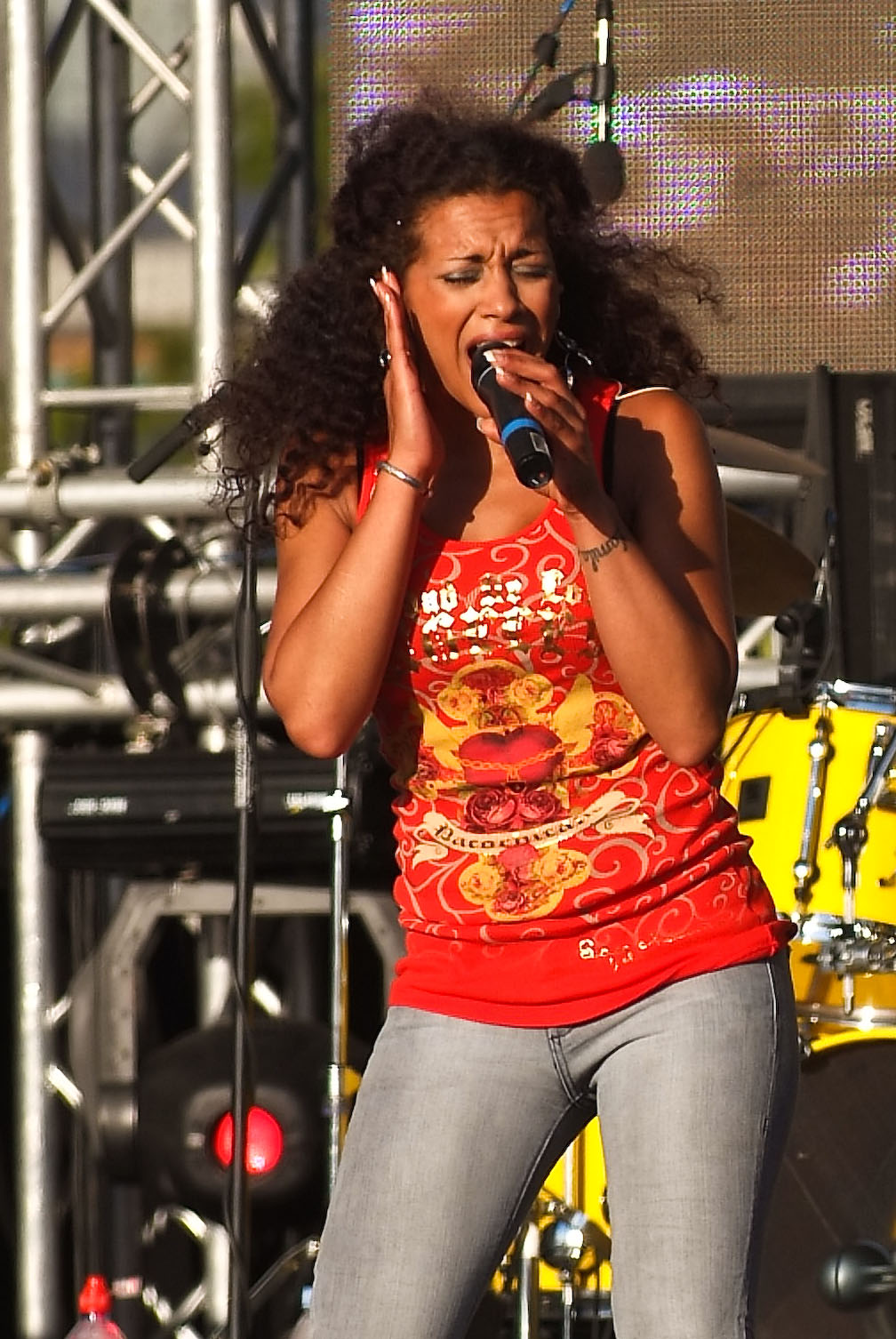
Naja sur scène.

À la fin du groupe No Angels, la chanteuse profite un peu de son temps pour se consacrer un peu plus à sa fille et pour se reposer alors que les autres membres du groupe commencent des carrières en solitaire.
À l'automne 2004, elle signe un contrat pour un label d'Universal Music. Elle s'oriente vers la musique Soul et R&B avec des chansons en langue allemande. Elle sort son premier titre Es Ist Liebe en septembre 2005. Le titre est apprécié des critiques mais ne rencontre pas un franc succès auprès du public allemand. Elle sort ensuite le titre Ich Hab Dich qui sera choisi pour représenter la ville de Hesse au concours de la chanson allemand Bundesvision Song Contest. Elle terminera à la quatrième place avec 104 points alors que son titre grimpera à la 36e place du top 50 allemand. En 2006, elle sort son premier album solo intitulé Schritt für Schritt.
Alors qu'elle commence la préparation de son second album, la chanteuse participe à différents titres en accompagnement d'autres artistes comme DJ Sakin (2007) et Samy Deluxe (2009).

## Discographie

### Albums
- Schritt für Schritt (2006)

### Simples
| Année | Titre          | Meilleurs classements | Meilleurs classements | Album               |
| Année | Titre          | Allemagne             | Autriche              | Album               |
| ----- | -------------- | --------------------- | --------------------- | ------------------- |
| 2005  | "Es Ist Liebe" | 64                    | -                     | Schritt für Schritt |
| 2006  | "Ich Hab Dich" | 36                    | -                     | Schritt für Schritt |

### Apparitions
| Année | Titre (avec groupe/artiste)                              | Cadre                     |
| ----- | -------------------------------------------------------- | ------------------------- |
| 2001  | "Liebe & Verstand" (Sisters Keepers project)             | Lightkultur               |
| 2005  | Know Your Emotion                                        | Magazine Emotion          |
| 2006  | Won't Forget These Days (Music Team Germany project)     | CD simple Charity         |
| 2007  | Dirty Dancing (DJ Sakin & Friends)                       | Simple Vinyl              |
| 2007  | Unlock My Chains (Superlounger featuring Nadja Benaissa) | Islands Vol. 04           |
| 2008  | Mein Jahr (Fler)                                         | Fremd im eigenen Land     |
| 2008  | Schüffelma (Skit Sketch)                                 | Kennsduskitsketwarumnich? |
| 2009  | Wir sind keine Kinder mehr (Samy Deluxe)                 | Diss wo ich herkomm       |
| 2009  | TBA (Marq Figuli)                                        | Wunder                    |